# Richard Damory, 1. Baron Damory
Richard Damory, 1. Baron Damory (auch d’Amory oder d’Amorie; † 21. August 1330 in Marsh Gibbon, Buckinghamshire) war ein englischer Adliger und Höfling.
Richard Damory entstammte einer anglonormannischen Familie. Er war der älteste Sohn von Sir Robert Damory, der in Bucknell und Woodperry in Oxfordshire, in Thornborough in Buckinghamshire und in Ubley in Somerset umfangreichen Grundbesitz besaß. Nach dem Tod seines Vaters um 1285 erbte Richard die umfangreichen Besitzungen seiner Familie.
Er diente von 1308 bis 1310 als Sheriff von Oxfordshire und Buckinghamshire, war ab 1308 Forstaufseher von Buckinghamshire und von 1311 bis 1321 Constable von Oxford Castle. Von 1311 bis 1325 war er Steward of the Royal Household. Damit war er vom Landadligen zum bedeutenden Höfling aufgestiegen, und vermutlich durch seine Vermittlung kam auch sein jüngerer Bruder Sir Roger Damory, der später zeitweise ein Günstling von König Eduard II. wurde, an den Königshof. 1318 wurde Richard Erzieher des Kronprinzen Eduard, des späteren Königs Eduard III. Durch Writ of Summons vom 3. Dezember 1326 berief ihn König Eduard II. ins englische Parlament und erhob ihn nach heutigem Rechtsverständnis damit zum erblichen Baron Damory.
Er hatte mehrere Kinder, darunter:
- Richard Damory, 2. Baron Damory († 1375)
- Elizabeth Damorye ⚭ John Chandos
- Eleanor Damory ⚭ Roger Colyng
- Margaret Damory